# Ronde van Taiwan 2025
De 22e editie van de Ronde van Taiwan vond plaats van 16 tot en met 20 maart 2025. De 110 deelnemers startten in Taipei en eindigden na vijf etappes in Neipu. De wedstrijd maakte deel uit van de UCI Asia Tour, in de categorie 2.1. De Australiër Brady Gilmore volgde de Brit Joseph Blackmore op als eindwinnaar.

## Etappe-overzicht
| Etappe | Datum    | Start – Finish            | Afstand   | Type       | Winnaar          | Klassementsleider |
| ------ | -------- | ------------------------- | --------- | ---------- | ---------------- | ----------------- |
| 1e     | 16 maart | Taipei – Taipei           | 83,2 km   | Vlakke rit | Blake Quick      | Blake Quick       |
| 2e     | 17 maart | Taoyuan – Green Pond Park | 123,31 km | Heuvelrit  | Brady Gilmore    | Moritz Kretschy   |
| 3e     | 18 maart | Xinpu – Shigang           | 154,3 km  | Heuvelrit  | Giacomo Ballabio | Moritz Kretschy   |
| 4e     | 19 maart | Kaohsiung – Kaohsiung     | 146,44 km | Heuvelrit  | Itamar Einhorn   | Brady Gilmore     |
| 5e     | 20 maart | Kaohsiung – Neipu         | 121,41 km | Vlakke rit | Paul Hennequin   | Brady Gilmore     |

## Eindklassementen
| Plaats    | Naam              | Ploeg                      | Tijd      |
| --------- | ----------------- | -------------------------- | --------- |
| Gele trui | Brady Gilmore     | Israel-Premier Tech        | 13u44'43" |
| 2         | Moritz Kretschy   | Israel-Premier Tech        | z.t.      |
| 3         | Jordi López       | Euskaltel-Euskadi          | + 6"      |
| 4         | Giacomo Ballabio  | Hrinkow Advarics           | z.t.      |
| 5         | Lorenzo Quartucci | Solution Tech-Vini Fantini | z.t.      |
| 6         | Stefan de Bod     | Terengganu                 | + 11"     |
| 7         | Daniel Cavia      | Burgos-Burpellet-BH        | + 12"     |
| 8         | Simone Raccani    | JCL Team UKYO              | z.t.      |
| 9         | Xabier Isasa      | Euskaltel-Euskadi          | + 17"     |
| 10        | William Heffernan | CCACHE x BODYWRAP          | z.t.      |
| 11        | Mathias Bregnhøj  | Terengganu                 | z.t.      |
| 12        | Arnaud Tissières  | Solution Tech-Vini Fantini | z.t.      |
| 13        | Rein Taaramäe     | Kinan                      | z.t.      |
| 14        | Lander Loockx     | Unibet Tietema Rockets     | + 23"     |
| 15        | Louis Sutton      | Euskaltel-Euskadi          | z.t.      |
| 16        | Thomas Lebas      | Kinan                      | z.t.      |
| 17        | Drew Morey        | Kinan                      | z.t.      |
| 18        | Riccardo Zoidl    | Hrinkow Advarics           | z.t.      |
| 19        | Dylan Hopkins     | Roojai Insurance           | + 1'46"   |
| 20        | Jeroen Meijers    | Victoria Sports            | + 2'51"   |

| Plaats | Ploeg                      | Tijd      |
| ------ | -------------------------- | --------- |
|        | Euskaltel-Euskadi          | 41u15'02" |
| 2      | Kinan                      | + 10"     |
| 3      | Hrinkow Advarics           | + 2'56"   |
| 4      | Israel-Premier Tech        | + 4'17"   |
| 5      | Solution Tech-Vini Fantini | + 4'23"   |

| Plaats      | Naam           | Ploeg                      | Punten |
| ----------- | -------------- | -------------------------- | ------ |
| Groene trui | Paul Hennequin | Euskaltel-Euskadi          | 46     |
| 2           | Itamar Einhorn | Israel-Premier Tech        | 42     |
| 3           | Daniel Cavia   | Burgos-Burpellet-BH        | 41     |
| 4           | Filippo Fortin | Solution Tech-Vini Fantini | 37     |
| 5           | Davide Bomboi  | Unibet Tietema Rockets     | 35     |
|             |                |                            |        |
| 15          | Jeroen Meijers | Victoria Sports            | 12     |

| Plaats        | Naam             | Ploeg                  | Punten |
| ------------- | ---------------- | ---------------------- | ------ |
| Bolletjestrui | Lander Loockx    | Unibet Tietema Rockets | 31     |
| 2             | Mathias Bregnhøj | Terengganu             | 30     |
| 3             | Tali Lane Welsh  | CCACHE x BODYWRAP      | 23     |
| 4             | Moritz Kretschy  | Israel-Premier Tech    | 22     |
| 5             | Brady Gilmore    | Israel-Premier Tech    | 14     |
|               |                  |                        |        |
| 18            | Jeroen Meijers   | Victoria Sports        | 3      |

| Plaats      | Naam          | Ploeg              | Tijd      |
| ----------- | ------------- | ------------------ | --------- |
| Blauwe trui | Yuma Koishi   | JCL Team UKYO      | 13u47'34" |
| 2           | Atsushi Oka   | Utsunomiya Blitzen | + 2"      |
| 3           | Ho Yen-yi     | Taiwan             | + 39"     |
| 4           | Feng Chun-kai | Utsunomiya Blitzen | + 1'53"   |
| 5           | Keisuke Aso   | Sparkle Oita       | + 2'13'   |

2003 · 2004 · 2005 · 2006 · 2007 · 2008 · 2009 · 2010 · 2011 · 2012 · 2013 · 2014 · 2015 · 2016 · 2017 · 2018 · 2019 · 2020 · 2021 · 2022 · 2023 · 2024 · 2025